# Miss Monde 2023
Miss Monde 2023 est la 71e élection de Miss Monde qui se déroule le 9 mars 2024 à Mumbai en Inde,.
La gagnante est la Tchèque Krystyna Pyszková. Elle succède à la Polonaise Karolina Bielawska, élue Miss Monde 2021 le 16 mars 2022,, le concours pour le titre de 2022 ayant été annulé à cause du déroulement tardif de la compétition de 2021.

## Résultats

### Classement final
| Résultats finaux | Candidates |
| ---------------- | --- |
| Miss Monde 2023  | - Tchéquie- Krystyna Pyszková |
| 1re dauphine     | - Liban - Yasmina Zaytoun |
| Top 4            | - Botswana - Lesego Chombo - Trinité-et-Tobago - Aché Abrahams |
| Top 8            | - Angleterre - Jessica Gagen - Brésil - Letícia Frota - Inde - Sini Shetty - Ouganda - Hannah Tumukunde |
| Top 12           | - Australie - Kristen Wright - Espagne - Paula Pérez - Maurice - Liza Gundowry - République dominicaine - María Victoria Bayo |
| Top 40           | - Afrique du Sud - Claude Mashego - Belgique - Kedist Deltour - Belize - Elise-Gayonne Vernon - Cameroun - Julia Samantha Edima - Canada - Jaime Vandenberg - Croatie - Lucija Begić - France - Clémence Botino - Gibraltar - Faith Torres - Indonésie - Audrey Vanessa Susilo - Italie - Rebecca Arnone - Kenya - Chantou Kwamboka - Madagascar - Antsaly Rajoelina - Malaisie - Wenanita Angang - Martinique - Axelle René - Népal - Priyanka Rani Joshi - Nigeria - Ada Eme - Nouvelle-Zélande - Navjot Kaur - Pays de Galles - Darcey Corria - Pérou - Lucía Arellano - Porto Rico - Elena Rivera - Somalie - Bahja Mohamoud - Soudan du Sud - Arek Abraham Albino - Tanzanie - Halima Kopwe - Tunisie - Imen Mehrzi - Turquie - Nursena Say - Ukraine - Sofia Shamiia - Viêt Nam - Huỳnh Nguyễn Mai Phương - Zimbabwe - Nokutenda Marumbwa |

### Les reines de beauté continentales
| Titres               | Candidates                          |
| Miss Monde Afrique   | - Botswana - Lesego Chombo          |
| Miss Monde Amériques | - Brésil - Letícia Frota            |
| Miss Monde Asie      | - Liban - Yasmina Zaytoun           |
| Miss Monde Caraïbes  | - Trinité-et-Tobago - Aché Abrahams |
| Miss Monde Europe    | - Angleterre - Jessica Gagen        |
| Miss Monde Océanie   | - Australie - Kristen Wright        |

## Candidates
112 candidates ont participé.
| Pays / Territoire      | Nom                           | Âge    | Taille | Résidence                            | Références |
| ---------------------- | ----------------------------- | ------ | ------ | ------------------------------------ | ---------- |
| Afrique du Sud         | Claude Mashego                | 24 ans | 1,68 m | Bushbuckridge                        | ,          |
| Allemagne              | Aleksandra Modić              | 24 ans | 1,74 m | Wetzlar                              |            |
| Angleterre             | Jessica Gagen                 | 26 ans | 1,75 m | Skelmersdale                         | ,          |
| Angola                 | Florinda José                 | 21 ans | 1,85 m | Luanda                               | ,          |
| Argentine              | Mariela Fuchs                 | 21 ans | 1,74 m | Paso de los Libres                   | [ 11 ]     |
| Australie              | Kristen Wright                | 23 ans | 1,75 m | Melbourne                            | ,          |
| Bangladesh             | Shammi Nila                   | 21 ans | 1,61 m | Dacca                                | [ 14 ]     |
| Belgique               | Kedist Deltour                | 25 ans | 1,67 m | Nazareth                             | ,          |
| Belize                 | Elise Vernon                  | 21 ans | 1,62 m | Biscayne (en)                        | ,          |
| Birmanie               | Yoon Theint Theint Nway       | 19 ans | 1,74 m | Pindaya                              | ,          |
| Bolivie                | Maria Fernanda Rivero         | 20 ans | 1,69 m | Santa Cruz de la Sierra              | ,          |
| Bosnie-Herzégovine     | Anđela Gajić                  | 18 ans | 1,80 m | Banja Luka                           | ,          |
| Botswana               | Lesego Chombo                 | 22 ans | 1,75 m | Gaborone                             | ,          |
| Brésil                 | Letícia Frota                 | 20 ans | 1,75 m | Manaus                               | ,          |
| Bulgarie               | Ivana Sabeva                  | 17 ans | 1,68 m | Varna                                |            |
| Cambodge               | Srey Pich Teng                | 18 ans | 1,73 m | Sihanoukville                        | [ 29 ]     |
| Cameroun               | Julia Samantha Edima          | 26 ans | 1,75 m | Ebolowa                              | ,          |
| Canada                 | Jaime Vandenberg              | 25 ans | 1,75 m | Lethbridge                           | ,          |
| Chili                  | Ámbar Zenteno                 | 27 ans | 1,80 m | Las Condes                           | ,          |
| Chine                  | Xu Xin                        | 20 ans | 1,75 m | Heilongjiang                         | [ 36 ]     |
| Colombie               | Camila Pinzón                 | 26 ans | 1,75 m | Duitama                              | ,          |
| Corée du Sud           | Kim Li-jin                    | 23 ans | 1,74 m | Incheon                              | ,          |
| Costa Rica             | Krisly Salas                  | 24 ans | 1,60 m | Alajuela                             | ,          |
| Côte d'Ivoire          | Mylène Djihony                | 25 ans | 1,75 m | Dimbokro                             | ,          |
| Croatie                | Lucija Begić                  | 24 ans | 1,78 m | Zagreb                               | ,          |
| Curaçao                | Nashaira Belisa               | 25 ans | 1,78 m | Willemstad                           | ,          |
| Danemark               | Johanne Grundt Hansen         | 25 ans | 1,76 m | Næstved                              | ,          |
| Écosse                 | Chelsie Allison               | 26 ans | 1,75 m | Inverness                            | ,          |
| Équateur               | Annie Zámbrano                | 22 ans | 1,70 m | Salinas                              | [ 53 ]     |
| Espagne                | Paula Pérez                   | 26 ans | 1,74 m | Castellón                            | ,          |
| Estonie                | Adriana Mass                  | 21 ans | 1,72 m | Pärnu                                | ,          |
| États-Unis             | Victoria DiSorbo              | 25 ans | 1,75 m | Pembroke Pines                       |            |
| Éthiopie               | Rgat Afewerki Ybrah           | 23 ans | 1,76 m | Addis-Abeba                          | ,          |
| Finlande               | Adelaide Botty van den Bruele | 27 ans | 1,72 m | Sonkajärvi                           | ,          |
| France                 | Clémence Botino               | 26 ans | 1,75 m | Le Gosier                            | ,          |
| Ghana                  | Miriam Xorlasi                | 22 ans | 1,70 m | Battor (en)                          | ,          |
| Gibraltar              | Faith Torres                  | 21 ans | 1,81 m | Gibraltar                            | ,          |
| Grèce                  | Samantha Misovic              | 19 ans | 1,74 m | Crète                                | ,          |
| Guadeloupe             | Marie Hatchi                  | 27 ans | 1,74 m | Le Moule                             | [ 71 ]     |
| Guatemala              | Marcela Miranda               | 20 ans | 1,66 m | Guatemala                            | ,          |
| Guinée                 | Makia Bamba                   | 25 ans | 1,70 m | Conakry                              | ,          |
| Guinée-Bissau          | Mirla Ferreira Dabó           | 26 ans | 1,75 m | Bissau                               | ,          |
| Guyana                 | Andrea King                   | 25 ans | 1,64 m | Georgetown                           | ,          |
| Haïti                  | Valierie Alcide               | 28 ans | 1,78 m | Pétion-Ville                         |            |
| Honduras               | Yelsin Almendárez             | 23 ans | 1,72 m | Danlí                                | ,          |
| Hongrie                | Hacsi Bogi                    | 23 ans | 1,68 m | Miskolc                              | ,          |
| Îles Caïmans           | Leanni Tibbets                | 25 ans | 1,62 m | George Town                          | ,          |
| Inde                   | Sini Sadanand Shetty (en)     | 21 ans | 1,75 m | Karnataka                            | ,          |
| Indonésie              | Audrey Vanessa Susilo         | 22 ans | 1,65 m | Manado                               | ,          |
| Irak                   | Balsam Hussein                | 26 ans | 1,75 m | Bagdad                               | ,          |
| Irlande                | Ivanna McMahon                | 27 ans | 1,78 m | Barefield                            | ,          |
| Irlande du Nord        | Kaitlyn Clarke                | 27 ans | 1,65 m | Belfast                              | ,          |
| Italie                 | Rebecca Arnone                | 20 ans | 1,80 m | Turin                                | ,          |
| Jamaïque               | Shanique Singh                | 25 ans | 1,67 m | Kingston                             | ,          |
| Japon                  | Kana Yamaguchi                | 24 ans | 1,60 m | Toyama                               | ,          |
| Kazakhstan             | Tomiris Kakimova              | 24 ans | 1,72 m | Astana                               | ,          |
| Kenya                  | Chantou Kwamboka              | 24 ans | 1,72 m | Kisumu                               | ,          |
| Lesotho                | Poelano Mothisi               | 23 ans | 1,55 m | Maseru                               | ,          |
| Liban                  | Yasmina Zaytoun               | 21 ans | 1,67 m | Kfarchouba                           | ,          |
| Liberia                | Veralyn Vonleh                | 20 ans | 1,65 m | Monrovia                             | ,          |
| Macao                  | Mengli Li                     | 25 ans | 1,75 m | Municipalité de Macao                | [ 114 ]    |
| Madagascar             | Antsaly Rajoelina             | 23 ans | 1,74 m | Analamanga                           | ,          |
| Malaisie               | Wenanita Angang (en)          | 26 ans | 1,74 m | Kuala Penyu                          | [ 117 ]    |
| Malte                  | Natalia Galea                 | 23 ans | 1,75 m | La Valette                           | ,          |
| Martinique             | Axelle René                   | 21 ans | 1,77 m | Fort-de-France                       | ,          |
| Maroc                  | Sonia Ait Mansour             | 26 ans | 1,73 m | Marrakech                            | [ 122 ]    |
| Maurice                | Liza Gundowry                 | 24 ans | 1,73 m | Port-Louis                           | [ 123 ]    |
| Mexique                | Alejandra Díaz                | 25 ans | 1,78 m | San Luis Potosí                      |            |
| Moldavie               | Diana Spotarenko              | 20 ans | 1,78 m | Gagaouzie                            |            |
| Mongolie               | Bolor Bat-Erdene              | 23 ans | 1,73 m | Oulan-Bator                          | [ 124 ]    |
| Monténégro             | Anđela Vukadinović            | 22 ans | 1,75 m | Kotor                                |            |
| Namibie                | Leoné Renate van Jaarsveld    | 27 ans | 1,67 m | Swakopmund                           | [ 125 ]    |
| Népal                  | Priyanka Rani Joshi (en)      | 24 ans | 1,66 m | Katmandou                            | ,          |
| Nicaragua              | Mariela Cerros                | 24 ans | 1,80 m | Ocotal                               | [ 128 ]    |
| Nigeria                | Ada Eme                       | 24 ans | 1,82 m | Abiriba (en)                         | [ 129 ]    |
| Norvège                | Andrea Farias                 | 20 ans | 1,73 m | Kristiansand                         |            |
| Nouvelle-Zélande       | Navjot Kaur                   | 27 ans | 1,75 m | Auckland                             |            |
| Ouganda                | Hannah Tumukunde              | 20 ans | 1,75 m | Nakaseke                             |            |
| Panama                 | Kathleen Coffre               | 22 ans | 1,74 m | Panama                               | ,          |
| Paraguay               | Dahiana Gatzke                | 20 ans | 1,80 m | Asuncion                             | [ 132 ]    |
| Pays-Bas               | Amber Koelewijn               | 17 ans | 1,65 m | Bunschoten                           | ,          |
| Pays de Galles         | Darcey Corria                 | 21 ans | 1,67 m | Barry                                | ,          |
| Pérou                  | Lucia Arellano                | 27 ans | 1,70 m | Ucayali                              | [ 137 ]    |
| Philippines            | Gwendolyne Fourniol (en)      | 22 ans | 1,73 m | Paris                                | ,          |
| Pologne                | Krystyna Sokolowska           | 23 ans | 1,80 m | Częstochowa                          | [ 140 ]    |
| Porto Rico             | Elena Rivera                  | 18 ans | 1,75 m | Toa Baja                             | ,          |
| Portugal               | Catarina Ferreira             | 24 ans | 1,70 m | Lisbonne                             | [ 143 ]    |
| République dominicaine | Maria Victoria Bayo           | 23 ans | 1,79 m | Saint-Domingue                       |            |
| Tchéquie               | Krystyna Pyszková             | 23 ans | 1,80 m | Třinec                               | ,          |
| Roumanie               | Ada Maria Ileana              | 26 ans | 1,74 m | Bucarest                             | [ 146 ]    |
| Salvador               | Andrea Aguilar                | 20 ans | 1,60 m | San Salvador                         |            |
| Sénégal                | Fatou Lo                      | 21 ans | 1,88 m | Dakar                                | [ 147 ]    |
| Serbie                 | Anja Radić                    | 20 ans | 1,78 m | Belgrade                             | ,          |
| Sierra Leone           | Daizy Abdulai                 | 21 ans | 1,62 m | Freetown                             | [ 150 ]    |
| Singapour              | Oh Wei Qi                     | 23 ans | 1,63 m | Singapour                            | ,          |
| Slovaquie              | Sophia Hrivnakova             | 22 ans | 1,79 m | Banska Stiavnica                     | ,          |
| Slovénie               | Vida Milivojša                | 23 ans | 1,73 m | Ljubljana                            | ,          |
| Somalie                | Bahja Mohamoud                | 22 ans | 1,71 m | Beledweyne                           | ,          |
| Soudan du Sud          | Arek Akot                     | 21 ans | 1,76 m | Djouba                               | [ 159 ]    |
| Sri Lanka              | Kavindi Nethmini              | 27 ans | 1,70 m | Colombo                              | [ 160 ]    |
| Suède                  | Stina Nordlander              | 26 ans | 1,78 m | Kramfors                             | [ 161 ]    |
| Tanzanie               | Halima Kopwe                  | 23 ans | 1,67 m | Mtwara                               | [ 162 ]    |
| Thaïlande              | Tharina Botes                 | 27 ans | 1,80 m | Phuket                               |            |
| Togo                   | Chimène Moladja               | 24 ans | 1,80 m | Lomé                                 |            |
| Trinité-et-Tobago      | Aché Abrahams                 | 23 ans | 1,64 m | Santa Cruz, Trinidad and Tobago (en) | [ 163 ]    |
| Tunisie                | Imen Mehrzi                   | 28 ans | 1,70 m | Tunis                                | [ 164 ]    |
| Turquie                | Nursena Say                   | 24 ans | 1,80 m | Istanbul                             | [ 165 ]    |
| Ukraine                | Sofiia Shamiia                | 19 ans | 1,71 m | Kiev                                 | [ 166 ]    |
| Uruguay                | Tatiana Luna                  | 22 ans |        | Montevideo                           | [ 167 ]    |
| Venezuela              | Ariagny Daboín (en)           | 25 ans | 1,77 m | Maracay                              | ,          |
| Viêt Nam               | Huỳnh Nguyễn Mai Phương (en)  | 23 ans | 1,70 m | Đồng Nai                             | ,          |
| Zimbabwe               | Nokutenda Marumbwa            | 20 ans | 1,71 m | Bulawayo                             | [ 172 ]    |

## Compétitions

### Top Model
La compétition Top Model se déroule le 2 mars 2024 par la sélection des 20 meilleures candidates.
| Résultats | Candidates |
| Gagnante  | - Martinique - Axelle René |
| Deuxième  | - Turquie - Nursena Say |
| Top 20    | - Afrique du Sud - Claude Mashego - Belgique - Kedist Deltour - Botswana - Lesego Chombo - Brésil - Letícia Frota - Canada - Jaime Vandenberg - Écosse - Chelsie Allison - France - Clémence Botino - Ghana - Miriam Xorlasi - Inde - Sinu Sadanand Shetty - Indonésie - Audrey Vanessa Susilo - Liban - Yasmina Zaytoun - Nigeria - Ada Eme - Pérou - Lucia Arellano - Philippines - Gwendolyne Fourniol - République dominicaine - Maria Victoria Bayo - Tchéquie - Krystyna Pyszková - Slovaquie - Sophia Hrivnakova - Togo - Chimène Moladja |

#### Prix du Designer
| Résultats             | Candidates                       |
| Afrique               | - Éthiopie - Rgat Afewerki Ybrah |
| Amériques et Caraïbes | - États-Unis - Victoria DiSorbo  |
| Asie                  | - Inde - Sini Sadanand Shetty    |
| Europe                | - Tchéquie - Krystyna Pyszková   |

### Sports
| Résultats | Candidates |
| Gagnante  | Croatie - Lucija Begić |
| Deuxième  | Chili - Ámbar Zenteno |
| Troisième | Pérou - Lucia Arellano |
| Top 32    | Amériques : - Canada - Jaime Vandenberg - Chili - Ambar Zenteno - Guadeloupe - Marie Hatchi - Guatemala - Marcela Miranda - Nicaragua - Mariela Cerros - Pérou - Lucia Arellano - République dominicaine - Maria Victoria Bayo - Uruguay - Tatiana Luna Afrique : - Afrique du Sud - Claude Mashego - Botswana - Lesego Chombo - Ghana - Miriam Xorlasi - Kenya - Chantou Kwamboka - Madagascar - Antsaly Rajoelina - Maroc - Sonia Ait Mansour - Namibie - Leoné Renate van Jaarsveld - Soudan du Sud - Arek Akot Europe : - Angleterre - Jessica Gagen - Croatie - Lucija Begić - Danemark - Johanne Grundt Hansen - Grèce - Samantha Misovic - Hongrie - Hacsi Bogi - Pays de Galles - Darcey Corria - Slovénie - Vida Milivojša - Suède - Stina Nordlander Asie et Océanie : - Australie - Kristen Wright - Corée du Sud - Kim Li-jin - Indonésie - Audrey Vanessa Susilo - Japon - Kana Yamaguchi - Mongolie - Bolor Bat-Erdene - Népal - Priyanka Rani Joshi - Nouvelle-Zélande - Navjot Kaur - Philippines - Gwendolyne Fourniol |

### Talent
| Résultats | Candidates |
| Gagnante  | - Tunisie - Imen Mehrzi |
| Deuxième  | - Irlande du Nord -Kaitlyn Clarke |
| Troisième | - Indonésie -Audrey Vanessa Susilo |
| Top 14    | - Botswana - Lesego Chombo - Estonie - Adriana Mass - Gibraltar - Faith Torres - Guatemala - Marcela Miranda - Hongrie - Hacsi Bogi - Inde - Sini Sadanand Shetty - Irlande - Ivanna McMahon - Mongolie - Bolor Bat-Erdene - Pays-Bas - Amber Koelewijn - Pays de Galles - Darcey Corria - Portugal - Catarina Ferreira |
| Top 23    | - Afrique du Sud - Claude Mashego - Espagne - Paula Pérez - Finlande - Adelaide Botty van den Bruele - Malte - Natalia Galea - Philippines - Gwendolyne Fourniol - Pologne - Krystyna Sokolowska - Porto Rico - Elena Rivera - Roumanie - Ada Maria Ileana - Trinité-et-Tobago - Aché Abrahams                          |

### Multimédia
| Résultats | Candidate                            |
| Gagnante  | - Viêt Nam - Huỳnh Nguyễn Mai Phương |

### Beauty with a Purpose: le projet humanitaire
| Résultats         | Candidates |
| Ambassadrice BWAP | - Brésil - Letícia Frota |
| Gagnantes         | - Népal - Priyanka Rani Joshi - Ouganda - Hannah Tumukunde - Ukraine - Sofiia Shamiia                                                                                               |
| Top 10            | - Botswana - Lesego Chombo - Indonésie - Audrey Vanessa Susilo - Tchéquie - Krystyna Pyszková - Tanzanie - Halima Kopwe - Trinité-et-Tobago - Aché Abrahams - Turquie - Nursena Say |

### Head to Head Challenge
Au lieu de s’affronter par groupe comme les années précédentes, les candidates ont dû créer une vidéo mettant en avant un objectif de développement durable concernant les Nations unies. Vingt-cinq candidates ont été sélectionnées pour participer au tour final au Summit Room à Bharat Mandapam à New Delhi le 23 février 2024. Parmi lesquelles cinq gagnantes ont été sélectionnées. Les cinq ont automatiquement été qualifiées dans le Top 40 de la compétition.
| Résultats | Candidates |
| Gagnantes | - Angleterre - Jessica Gagen - Botswana - Lesego Chombo - Liban - Yasmina Zaytoun - Nigeria - Ada Eme - Zimbabwe - Nokutenda Marumbwa |
| Top 25    | - Afrique du Sud - Claude Mashego - Australie - Kristen Wright - Belgique - Kedist Deltour - Brésil - Letícia Frota - Espagne - Paula Pérez - États-Unis - Victoria DiSorbo - Inde - Sini Sadanand Shetty - Indonésie - Audrey Vanessa Susilo - Irlande - Ivanna McMahon - Irlande du Nord - Kaitlyn Clarke - Kenya - Chantou Kwamboka - Madagascar - Antsaly Rajoelina - Malaisie - Wenanita Angang - Népal - Priyanka Rani Joshi - Pays de Galles - Darcey Corria - Philippines - Gwendolyne Fourniol - Porto Rico - Elena Rivera - Thaïlande - Tharina Botes - Trinité-et-Tobago - Aché Abrahams - Viêt Nam - Huỳnh Nguyễn Mai Phương |

## Observations